# Colțul german

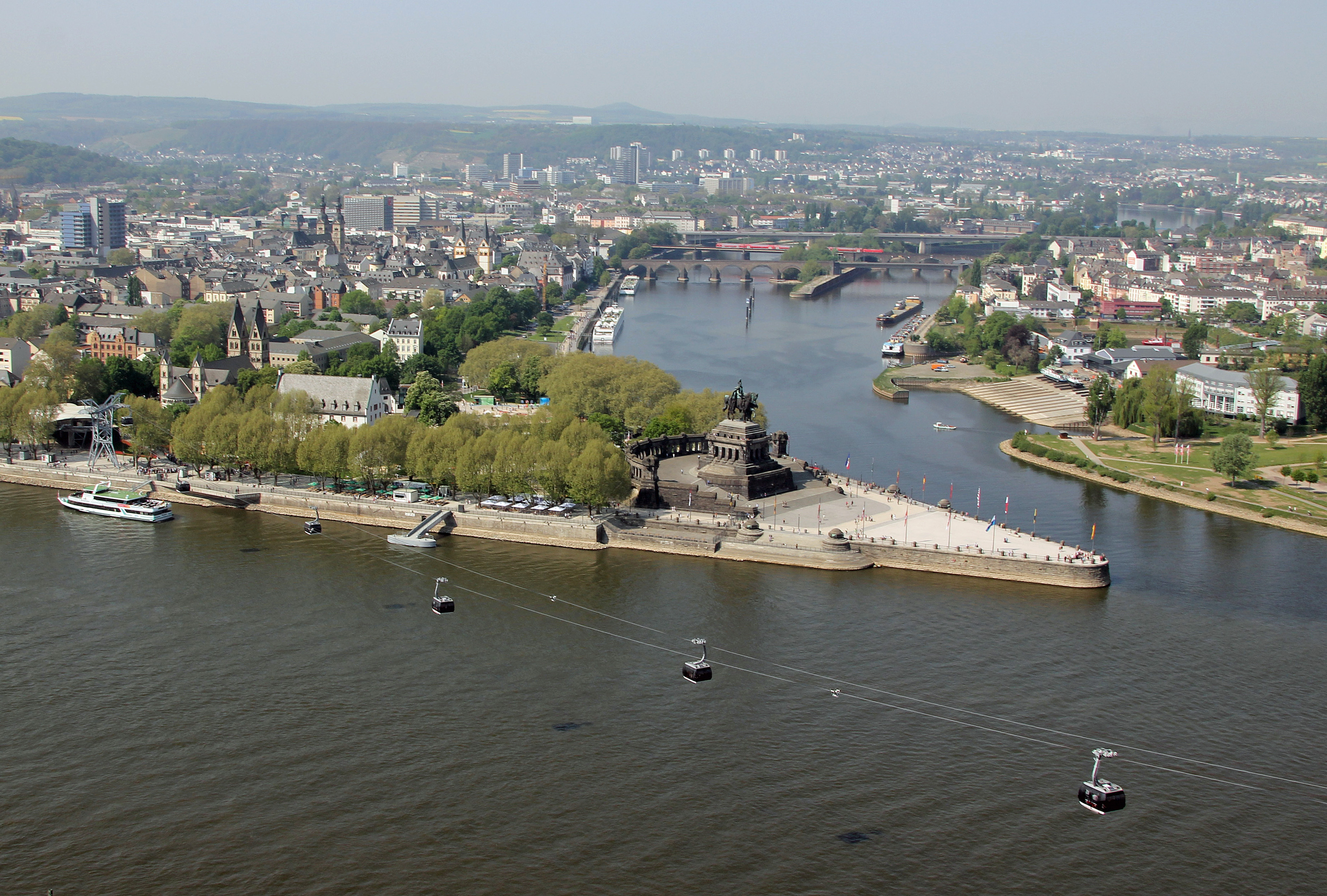
Deutsches Eck situat la vărsarea râului Mosel în Rin, văzut din Cetatea Ehrenbreitstein

Monumentul lui Wilhelm

Colțul german (în germană Deutsches Eck) este o limbă de pământ situată la vărsarea râului Mosel în Rin, în orașul Koblenz, Germania.
Aici, la inițiativa lui Wilhelm al II-lea al Germaniei, a fost construit începând cu 1893, și a fost inaugurat în 31 august 1897, un monument dedicat împăratului Wilhelm I, având deasupra o statuie ecvestră a acestuia, realizată de sculptorul Emil Hundrieser din plăci de cupru. Statuia îl reprezintă pe împărat în uniformă de general. Lângă el, zeița victoriei ține calul de hățuri, cu o mână, iar în cealaltă mână poartă coroana imperială.
În timpul său, Imperiul German a stăpânit regiuni care fac parte astăzi din Rusia, Polonia, Franța, Danemarca, Belgia și Lituania. În toate aceste regiuni limba germană a devenit o limbă predominantă. Importanța imperiului este subliniată și de inscripția „Nimmer wird das Reich zerstöret, wenn ihr einig seit und treu” din poezia „Wie mir deine Freuden winken” scrisă de Max von Schenkendorf în 1814 - „Imperiul nu va fi distrus niciodată, dacă veți fi uniți și credincioși lui”.
O a doua inscripție de pe statuie este dedicată lui „Wilhelm dem Großen” (Wilhelm cel Mare), aceasta subliniind o dată în plus respectul pentru împărat.
În 1942, s-a intenționat topirea monumentului pentru a se folosi metalul în producția de muniție pentru război, dar primarul orașului Koblenz a reușit să împiedice aceasta.

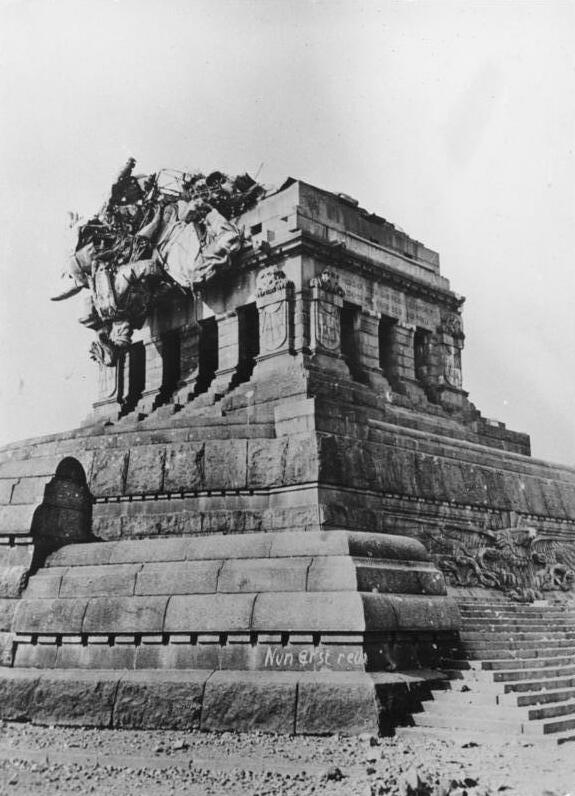
Statuia distrusă de americani în 1945

În 16 martie 1945 statuia de bronz a fost puternic avariată de artileria americană și, la scurt timp după aceea, a fost demolată. Capul statuii originale se păstrează în muzeul Mittelrhein din Koblenz.
Forțele de ocupație franceze au intenționat demolarea totală a monumentului, prea încărcat cu simboluri naționaliste, și construcția unui alt monument, dedicat "păcii și unității între popoare". Lipsa banilor a făcut ca proiectul să nu fie împlinit.
În 1949 Germania a fost divizată de puterile învingătoare în al Doilea Război Mondial în două state: Republica Federală Germania (în germană Bundesrepublik Deutschland) și Republica Democrată Germană (germană Deutsche Demokratische Republic / DDR). Pentru a sublinia dorința de reunificare, în 18 mai 1953, președintele german Theodor Heuss a transformat soclul saturii din Colțul German într-un monument dedicat Germaniei unite, denumit "Memorial al unității germane" (Mahnmal der Deutschen Einheit) și, din acel moment, până în 1993, în locul statuii distruse de americani a fost arborat un drapel imens al Germaniei. Cu această ocazie, la baza monumentului au fost adăugate emblemele tuturor statelor germane, inclusiv cele din DDR dar și Silezia și Alsacia-Lorena.
În 2 septembrie 1993 a început reconstrucția monumentului pe soclul existent, cu sprijinul financiar al unui om de afaceri din Koblenz. Reproducerea statuii originale a fost încredințată sculptorului Raimund Kittl. Noua statuie este turnată în bronz.
După reconstrucție, monumentul are înălțimea de 37 m, din care 14 m statuia, turnată din 63,5 t de bronz. Soclul este construit din 63,5 t de granit. Din 2002, monumentul a fost declarat patrimoniu mondial de către UNESCO.